# Kozaklı, Köprübaşı
Kozaklı là một xã thuộc huyện Köprübaşı, tỉnh Manisa, Thổ Nhĩ Kỳ. Dân số thời điểm năm 2011 là 137 người.